# Борнацький Іван Іванович
Борнацький Іван Іванович (1912–1999) — український вчений у галузі металургії, завідувач кафедри металургії сталі Донецького національного технічного університету, доктор технічних наук, професор, заслужений діяч науки і техніки України.

## Біографія
Народився у м. Юзівці (нині Донецьк). 
1934 року закінчив Донецький металургійний інститут їм. М. Фрунзе.
Працював на Донецькому металургійному заводі, у машинобудівельному технікумі (1932–1941). У роки Другої світової війни (1941–1942) — заст. головного металурга заводу ім. С. Орджонікідзе (м. Челябінськ), головний металург заводу (1942–1944, м. Орськ; 1944–1946, м. Сталіно). У подальші роки працює на різних посадах у металургійній галузі: начальник металургійної лабораторії Макіївського металургійного заводу ім. С. Кірова (1947–1957), начальник технічного відділу металургійної промисловості Донецького раднаргоспу (1957–1960), начальник відділу чорної металургії Держплану УРСР (1960–1963), заст. директора з наукової роботи ДонНДІ ЧерМету (1963–1968).
Починаючи з 1969 р. працює в Донецькому політехнічному інституті: доцент, професор, зав. кафедри «Металургія сталі» (1974). Канд. технічних наук (1953), доцент (1957), доктор технічних наук (1971), професор (1972), заслужений діяч науки УРСР (1982).

## Творчий доробок
Автор ряду підручників і навчальних посібників для студентів металургійних спеціальностей вузів і технікумів. Зокрема:
- «Основы физической химии» (1989), (чотири видання),
- «Теория металлургических процессов» (1978),
- «Производство стали» (1974, співавтори Михневич В. Ф., Ярыгин С. А.) та інші.

Його підручники і навчальні посібники перекладені іноземними мовами і видані в Китаї, Індії, Бразилії, Румунії.
Підготував 10 кандидатів наук, опублікував 170 наукових робіт, у тому числі 16 підручників, навчальних посібників і монографій, 35 авторських свідоцтв на винаходи.
Монографії:
- Физико-химические основы сталеплавильных процессов" (1974, 20 друк, аркушів),
- «Внепечное рафинирование чугуна и стали» (1979, соавторы Мачикин В. І., Живченко В. С., Парахин Н. Ф., Складановский Е. Н.),
- «Интенсификация плавок в подових печах» (1974, соавторы Баранов А. А., Баскин Н. И., Шевченко В. П., Федюкин А. А.).

## Нагороди
Нагороджений двома орденами Трудового Червоного Прапора, п'ятьма медалями і багатьма відомчими знаками і грамотами.